# Jesús Juárez Párraga
Jesús Juárez Párraga (Alquerías, Región de Murcia, España, 22 de julio de 1942) es un obispo católico, filósofo, pedagogo y teólogo español afincando en Bolivia.

## Biografía

### Primeros años y formación
Nacido en la pedanía murciana de Alquerías, el día 22 de julio de 1942.
Cuando era joven y descubrió su vocación religiosa decidió ingresar en septiembre de 1953 en el Colegio de la congregación Pía Sociedad de San Francisco de Sales (S.D.B.) de Cabezo de Torres, convirtiese en salesiano.
Después de completar sus estudios de filosofía, en 1964 se trasladó a Bolivia donde estuvo trabajando con los huérfanos hasta 1968, que regresó a Europa para estudiar Pedagogía Social en el Monasterio Benedictino de Baviera (Alemania) y Teología en la Universidad Pontificia Salesiana de Roma (Italia).

### Sacerdocio
El 16 de diciembre de 1972 fue ordenado sacerdote en su población natal, Alquerías.
Tras su ordenación volvió a Bolivia y allí inició su ministerio pastoral como párroco en una iglesia de la ciudad de Santa Cruz de la Sierra, hasta 1977 que se convirtió en vicario de la provincia salesiana.

## Episcopado

### Obispo Auxiliar de La Paz
El 16 de abril de 1988, fue nombrado por el papa Juan Pablo II obispo titular de Gummi di Proconsolare.
Recibió la consagración episcopal el 18 de junio de ese año, de manos de sus consagrantes: el arzobispo Luis Sáinz Hinojosa y el cardenal Julio Terrazas Sandoval.
Al ser elevado a la dignidad episcopal, eligió como lema la frase "Ómnibus así facere" (en latín).
Desde 1991 ocupa diversos cargos dentro de la Conferencia Episcopal de Bolivia, incluyendo el de vicepresidente y secretario general.

### Obispo de El Alto
El 25 de junio de 1994 fue nombrado primer obispo de la recién creada Diócesis de El Alto. 

### Arzobispo de Sucre
Desde el 2 de febrero de 2013, nombrado por el papa Benedicto XVI, es arzobispo metropolitano de la Arquidiócesis de Sucre, tomando posesión de su nuevo cargo el 20 de marzo.
El 29 de junio de ese año, durante la fiesta de los santos Pedro y Pablo, recibió el palio de manos del papa Francisco.
El 12 de septiembre de 2014, el alcalde de Murcia Miguel Ángel Cámara, le otorgó la condecoración de Hijo Predilecto de la ciudad.